# Brzeziński IV

Brzeziński IV

Brzeziński, odmiana

Brzeziński IV (Bastian-Brzeziński, Bastian) – kaszubski herb szlachecki. Z racji specyficznej historii regionu, mimo przynależności do I Rzeczypospolitej, herb nie został odnotowany przez polskich heraldyków.

## Opis herbu
Herb znany przynajmniej w dwóch wariantach. Opisy z wykorzystaniem zasad blazonowania, zaproponowanych przez Alfreda Znamierowskiego:
Brzeziński IV: Pole dwudzielne w skos lewy, w górnym trzy róże w lewy skos, w dolnym ryba w lewy skos, głową w lewo. Klejnot: trzy pióra strusie. Labry barwy nieznanej.
Brzeziński IV odmienny: Tarcza w odbiciu lustrzanym, róże w pas.

## Najwcześniejsze wzmianki
Oba warianty wzmiankowane przez Nowego Siebmachera (jako Bastian), używane przez kaszubską rodzinę Brzezińskich z przydomkiem Bastian.
Brzezińskim z Kaszub przypisywano też inne herby: Spiczak (używany w większości gałęzi rodu) Brzeziński II, Brzeziński III, Brzeżewski, Brzeziński V.

## Herbowni
Brzeziński z przydomkiem Bastian.